# کارمن سیتی (کالیفرنیا)
کارمن سیتی (به انگلیسی: Carmen City) یک منطقهٔ مسکونی در ایالات متحده آمریکا است که در شهرستان کالاوراس، کالیفرنیا واقع شده‌است. کارمن سیتی ۳۸۶ متر بالاتر از سطح دریا واقع شده‌است.